# Шаражуба, Даниэлла
Даниэлла Шаражуба (порт. Daniella Sarahyba Fernandes; родилась 13 июля 1984, Рио-де-Жанейро) — бразильская топ-модель.

## Биография
Родилась в 1984 году в Рио-де-Жанейро; отец — Орландо Фернандес Нето имел испанские корни и являлся выходцем из Галисии, мать — Мара Лусия Шаражуба была ливанского происхождения и в молодости работала моделью. 
Даниэлла впервые появилась на обложке модного журнала в возрасте трёх дней на совместно фотографии с матерью для бразильского журнала для родителей País & Filhos. Осознано стала сниматься для рекламы с возраста двенадцати лет, это было вызвано тяжелым финансовым положением семьи после смерти отца от лептоспироза..
В различное время принимала участие в показах и рекламных компаниях следующих брендов: Benetton, Calzedonia, C&A, Cia.Marítima, Datelli, GAP, H&M, Maidenform, Michael Stars, Peugeot, Victoria's Secret и других.
Наибольшую известность приобрела благодаря съемкам для американского журнала Sports Illustrated Swimsuit Issue для которого снималась подряд на протяжении шести лет (2005, 2006, 2007, 2008, 2009 и 2010 годов).
В июне 2003 года снялась для обложки журнала VIP, в сентябре 2005 года и мае 2007 года появлялась на обложке бразильского издания журнала Vogue.
6 сентября 2007 года вышла замуж за бразильского бизнесмена (владельца компании являлющейся крупнейшем производителем бумаги в Бразилии), имеет дочь Габриэлу, которая родилась в 2010 году.
Снималась в нескольких бразильских телевизионных сериалах.

## Фильмография
- Jovens Tardes (телесериал, 2002) (комео)
- Belíssima (телесериал, 2005) (модель)
- Insensato Coração  (телесериал, 2011) (комео)